# 77 Sunset Strip
77 Sunset Strip est une série télévisée policière en 206 épisodes de 60 minutes en noir et blanc basée sur les romans de Roy Huggins et diffusée entre le 10 octobre 1958 et le 7 février 1964 sur le réseau ABC, à une heure de forte audience. Elle met en vedette Efrem Zimbalist Jr., Roger Smith, et Edd Byrnes.
Elle est diffusée de 1958 à 1964 et a remporté en 1960 le Logie Award du programme de l'année. Une bataille judiciaire, consécutive à un problème de licence entre la Warner Brothers et Roy Huggins, provoque le départ de ce dernier. C'est la première série policière à mettre en scène un agent de police chevronné avec un jeune partenaire.

## Description
La trame de la série s'articule autour de deux détectives de Los Angeles, tous deux anciens agents secrets du gouvernement : (« Stu ») Bailey, joué par Efrem Zimbalist Jr. et Jeff Spencer, joué par Roger Smith. Stu Bailey est un ancien agent de l'OSS expert en langages, tandis que son partenaire Jeff Spencer, lui aussi un ancien agent du gouvernement, est spécialisé dans les arts martiaux. Le bureau du duo est au 77 Sunset Strip, entre La Cienega Boulevard et Alta Loma Road à côté du bar de Dean Martin, le « Dino's Lodge ». Suzanne, la standardiste est jouée par la française Jacqueline Beer.
Les effets comiques sont provoqués principalement par deux personnages : Roscoe, le bookmaker (joué par Louis Quinn), et Gerald Lloyd « Kookie » Kookson III (joué par Edd Byrnes) ; l'amant Rock 'n' roll, sarcastique, qui travaille comme voiturier chez Dino's (le club jouxtant le bureau des deux détectives). Byrnes avait été initialement présenté comme un tueur en série dans le pilote de la série, mais il s'est avéré si populaire qu'il a été ramené dans un autre rôle pour la série.
En dépit des espoirs d'Huggins de réaliser une série dramatique assez dure, le ton de la série est beaucoup plus léger et comporte un important élément d'auto-dérision. La chanson du générique, accrocheur, avec une atmosphère jazz, est réalisée par l'équipe de Mack David et Jerry Livingston. La chanson du générique est devenue la pièce maîtresse d'un album Allmusic, dans l'orchestration de Warren Barker. Cet album a été publié en 1959, et devint un hit du top 10 dans les charts Billboard LP (mono et stéréo).
Le personnage Kookie est devenu un phénomène culturel, avec son argot et ses expressions. En aidant les détectives sur certaines affaires, Kookie chante parfois la musique : "Kookie, Kookie, Lend Me Your Comb" (parce que ce personnage se recoiffe souvent). Celle-ci sera enregistrée par Connie Stevens et Edd Byrnes, et se placera 4e sur le Billboard Hot 100.
Byrnes quitte l'émission à la suite d'une négociation qui n'a pas abouti, mais il revient en tant que partenaire à part entière dans la société de détectives en mai 1960 ; en 1961, Robert Logan devient le nouveau préposé au stationnement, JR Hale, qui parle couramment avec des abréviations. En 1960, Richard Long, libre car la série policière Bourbon Street Beat dans laquelle il devait jouer est annulée, prend le rôle de Rex Randolph, mais il quitte l’émission en 1962.
La popularité de l'émission a été telle que le nombre des jeunes acteurs réclamant une apparition augmentent. Les apparitions d'acteurs sont nombreuses, parmi elles, on peut citer : William Shatner, Mary Tyler Moore, Shirley MacLaine sosie de Gigi Verone, Robert Conrad, Dyan Cannon, Janet De Gore, Connie Stevens, Adam West, Tuesday Weld, Marlo Thomas, Max Baer Jr., Elizabeth Montgomery, Karen Steele, DeForest Kelley, Susan Oliver, Peter Breck, Roger Moore, Donna Douglas, Troy Donahue, Ellen Burstyn, Chad Everett, Gena Rowlands et Diane Ladd. Des acteurs de cinéma et de télévision plus âgés et établis veulent s'y montrer. Cela inclut Fay Wray, Francis X. Bushman, Liliane Montevecchi, Keenan Wynn, Ida Lupino, Rolfe Sedan, Jim Backus, Billie Burke, Buddy Ebsen, George Jessel, Peter Lorre, Burgess Meredith, Nick Adams, et Roy Roberts. Le spectacle avait aussi une notoriété dans le sport, ainsi, même des stars comme Sandy Koufax ont eu un des rôles dans des épisodes.
En 1963, alors que la popularité de la série diminue, l'ensemble du casting, à l'exception d'Efrem Zimbalist, quitte l’émission. Jack Webb arrive en tant que producteur exécutif et William Conrad comme réalisateur. Le personnage de Stuart Bailey devient un chercheur. Un nouveau thème musical est écrit par Bob Thompson. Le spectacle est annulé à mi-parcours de sa sixième saison en février 1964, et des rediffusions sont programmées à la place.

## Spin-off
Le succès de la série est à l'origine de trois autres séries dérivées, produites par Warner et diffusés sur ABC :
- Bourbon Street Beat (Nouvelle-Orléans, 1959-1960)
- Intrigues à Hawaï (Hawaii, 1959-1963)
- Surfside 6 (en) (Miami, 1960-1962)

Tournés dans les studios de Warner Brothers à Hollywood, les acteurs d'une série pouvaient facilement apparaître dans l'autre.

## Source
- (en) Cet article est partiellement ou en totalité issu de l’article de Wikipédia en anglais intitulé « 77 Sunset Strip » (voir la liste des auteurs).

## Épisodes
- La première saison de 34 épisodes a été diffusée d'octobre 1958 à mai 1959.
- La deuxième saison de 36 épisodes a été diffusée d'octobre 1959 à juin 1960.
- La troisième saison de 39 épisodes a été diffusée de septembre 1960 à juin 1961.
- La quatrième saison de 41 épisodes a été diffusée de septembre 1961 à juin 1962.
- La cinquième saison de 36 épisodes a été diffusée d'octobre 1962 à juin 1963.
- La sixième saison de 20 épisodes a été diffusée de septembre 1963 à février 1964.